# Ruta de Hawái 50
La Ruta 50 es una carretera de tres millas que se inicia en la Ruta 56 en el cruce con Rice Street en Lihue hasta la milla 1/5 al norte del Pacific Missile Range Facility en el occidente de Kauai. Es la carretera numerada más larga de la isla de Kauaʻi nombrada Kaumualiʻi Highway.
.